# Franco Costanzo
Franco Costanzo (Río Cuarto, 5 settembre 1980) è un ex calciatore argentino di origini italiane, di ruolo portiere.

## Carriera

### Club
Inizia la sua carriera da professionista con il River Plate di Buenos Aires, nel 2000, e debutta nella prima squadra nel 2001. L'anno successivo diventa la prima scelta tra i pali. Un infortunio lo blocca ed al rientro Germán Lux gli ha tolto il posto come numero 1. Si trasferisce quindi in Spagna per giocare nel Deportivo Alavés. L'avventura spagnola termina con la retrocessione nella Segunda División spagnola.
In seguito firma un contratto con gli svizzeri del Basilea, dove sostituisce Pascal Zuberbühler. Nella stagione 2006-2007 viene eletto FCB Player of the Year. Si riconferma anche nella stagione successiva, contribuendo alle prestazioni in Coppa UEFA del Basilea che vince Super League e Coppa di Svizzera.
Il 17 luglio 2008, il giorno dopo la fine del campionato 2007-2008, viene nominato capitano della squadra e firma un nuovo contratto fino al 2011.
Il 25 maggio 2011, battendo per 3-0 in casa il Lucerna, si laurea per la terza volta, seconda consecutiva, campione svizzero con il basilea. Al minuto 88 viene sostituito dal giovane Yann Sommer, che sarà il suo erede e il nuovo portiere per la stagione 2011-2012. Costanzo, infatti, prossimo al trasferimento in Grecia all'Olympiakos, dà il suo addio al club svizzero, salutato da una standing ovation di 37'500 persone ed esce dal campo in lacrime, abbracciato dall'intera rosa presente a bordo campo. Sarà poi lui stesso il primo ad innalzare al cielo la coppa della Super League svizzera 2011.
L'avventura con l'Olympiakos si chiude il 26 gennaio 2012 con la rescissione consensuale del contratto. Qualche mese più tardi, il 21 maggio, a soli 31 anni, annuncia il ritiro dall'attività agonistica senza spiegare chiaramente i motivi di tale decisione.
Il 19 giugno 2013, a più di un anno dal ritiro, torna a giocare vestendo la maglia dell'Club Deportivo Universidad Católica, ritirandosi poi alla fine del campionato 2017.

### Nazionale
Ha esordito con la maglia della Nazionale di calcio argentina nel 2003 in una gara contro l'Uruguay, sua unica presenza.

## Statistiche

### Cronologia presenze e reti in nazionale
| Cronologia completa delle presenze e delle reti in nazionale ― Argentina | Cronologia completa delle presenze e delle reti in nazionale ― Argentina | Cronologia completa delle presenze e delle reti in nazionale ― Argentina | Cronologia completa delle presenze e delle reti in nazionale ― Argentina | Cronologia completa delle presenze e delle reti in nazionale ― Argentina | Cronologia completa delle presenze e delle reti in nazionale ― Argentina | Cronologia completa delle presenze e delle reti in nazionale ― Argentina | Cronologia completa delle presenze e delle reti in nazionale ― Argentina |
| Data                                                                     | Città                                                                    | In casa                                                                  | Risultato                                                                | Ospiti                                                                   | Competizione                                                             | Reti                                                                     | Note                                                                     |
| ------------------------------------------------------------------------ | ------------------------------------------------------------------------ | ------------------------------------------------------------------------ | ------------------------------------------------------------------------ | ------------------------------------------------------------------------ | ------------------------------------------------------------------------ | ------------------------------------------------------------------------ | ------------------------------------------------------------------------ |
| 16-7-2003                                                                | La Plata                                                                 | Argentina                                                                | 2 – 2                                                                    | Uruguay                                                                  | Amichevole                                                               | -2                                                                       |                                                                          |
| Totale                                                                   |                                                                          | Presenze                                                                 | 1                                                                        |                                                                          | Reti                                                                     | -2                                                                       |                                                                          |

## Palmarès
- Campionato argentino: 3

River Plate: 2002, 2003, 2004
- Campionato svizzero: 3

Basilea: 2007-2008, 2009-2010 2010-2011
- Coppa Svizzera: 3

Basilea: 2006-2007, 2007-2008, 2009-2010